# Axfood Snabbgross
Axfood Snabbgross AB är en restauranggrossist för restauranger, fastfood, café och företagsmarknaden. Företaget har 28 st butiker i Sverige. Företaget har ca 450 medarbetare. Axfood Snabbgross är ett bolag i Axfoodkoncernen.
På Axfood Snabbgross finns ett sortiment av bland annat färskvaror, grönsaker, non-food, torrvaror, bröd och bakverk, fastfood, dryck, öl, vin och sprit. Sortimentet består av ca 13 000 artiklar.

## Historia
Axfood Snabbgross har en historia som började redan 1897 då organisationsnumret registrerades. 1937 bildades Aktiebolaget Svenska Kolonialgrossister (ASK) av privata grossister i Sverige. ASK möjliggjorde för grossisterna att köpa in större volymer och på så sätt pressa priserna gentemot fabrikanterna. 
Det första snabbgrosslagret med självbetjäning öppnade 1957 i Varberg av Halmstadsföretaget Handels JB Berggren och denna butik finns kvar än idag. Några år senare, 1956, öppnade nästa butik i Enskede. Denna gång var det Möller & Co som hade inspirerats av det amerikanska konceptet "Cash & Carry". Butiken i Enskede gjorde en stor succé direkt och deras nyckel till framgång var de synnerligen attraktiva priserna. Möller & Co valde i och med succén att öppna ännu en butik, den här gången i Hagalunds industriområde i Solna i Stockholm. Även denna butik resulterade i en fullträff. I Gamlestaden i Göteborg öppnar samtidigt en snabbgross som även den blir en framgång från start. Därefter öppnar ett tiotal andra snabbgrossverksamheter. 
Under 70-talet gick ASK samman med Handelskompaniet i Jönköping, de förvärvar JB Berggren och Möller & Co, och börjar marknadsföra sig som Dagab Storkök och antalet butiker ökade. Dagab fick Axel Johnsson AB som ägare 1988 och år 2000 bildas bolaget Axfood som övertog snabbgrossverksamheten under bolaget Närlivs. År 2005 började företaget kalla sig vid namnet Axfood Snabbgross. 2018 blev Axfood Snabbgross ett fristående bolag inom Axfood.